# Nacaduba beroe
Nacaduba beroe är en fjärilsart som beskrevs av Felder 1865. Nacaduba beroe ingår i släktet Nacaduba och familjen juvelvingar. Inga underarter finns listade i Catalogue of Life.

## Bildgalleri

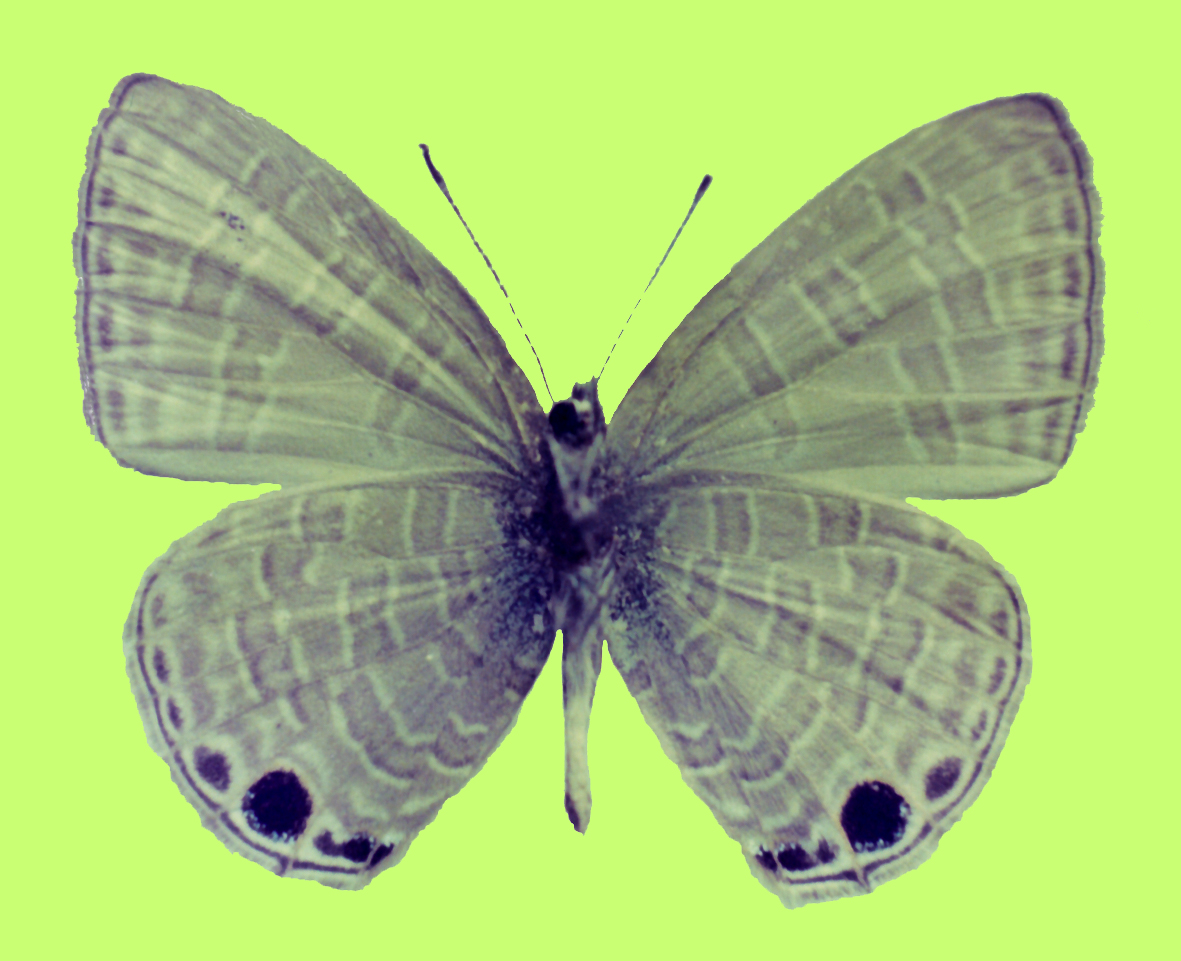
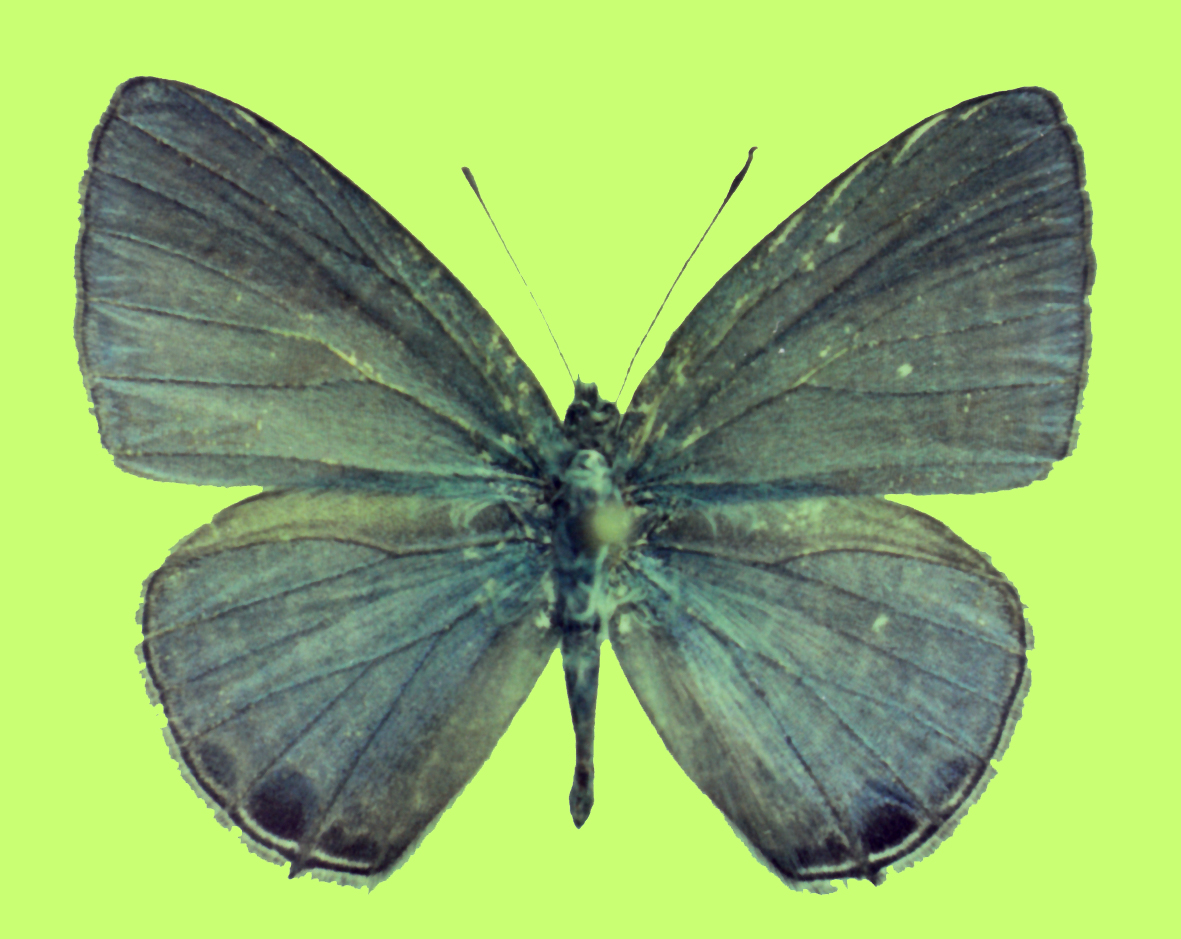
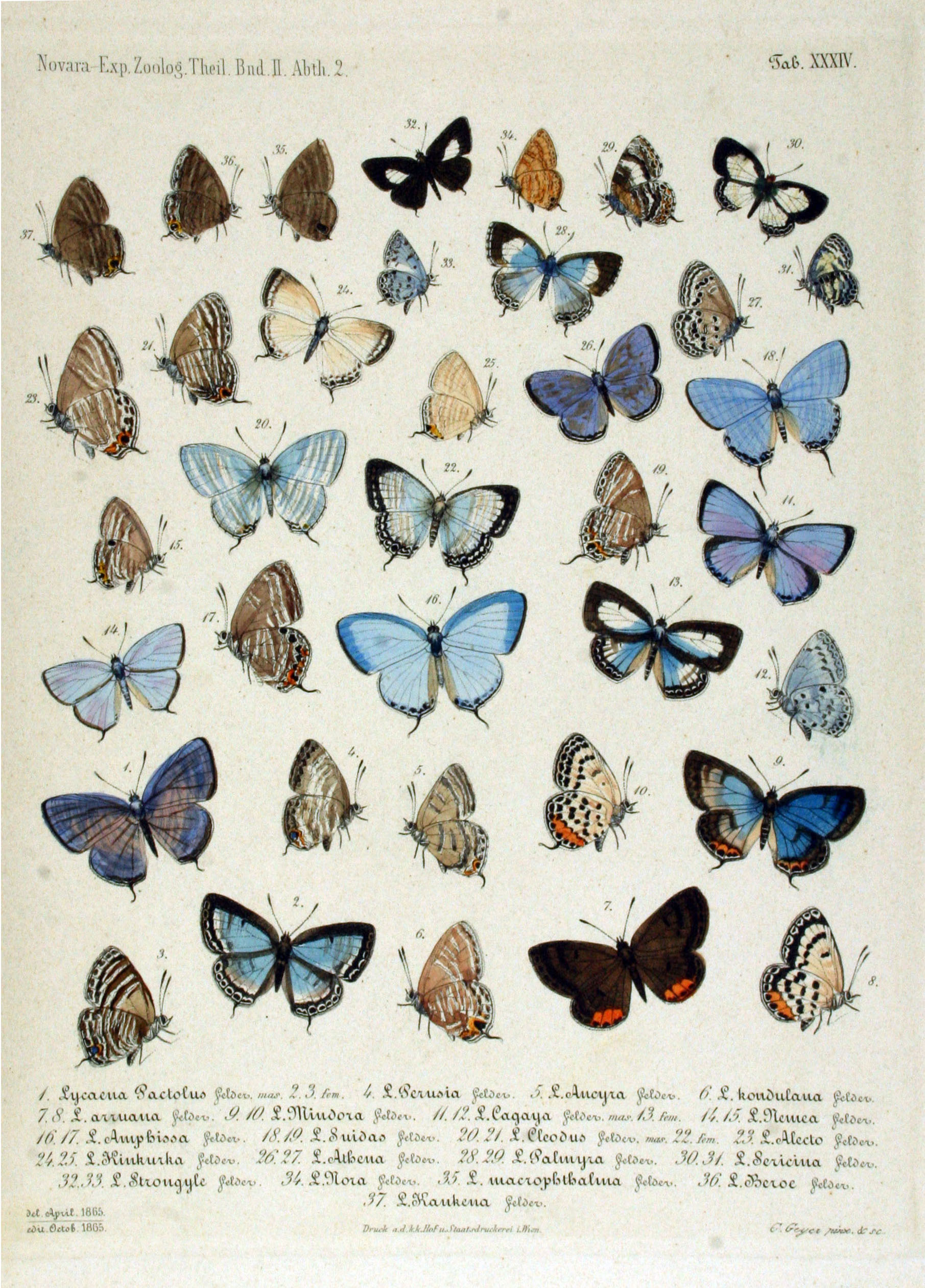